# Neal Dodson

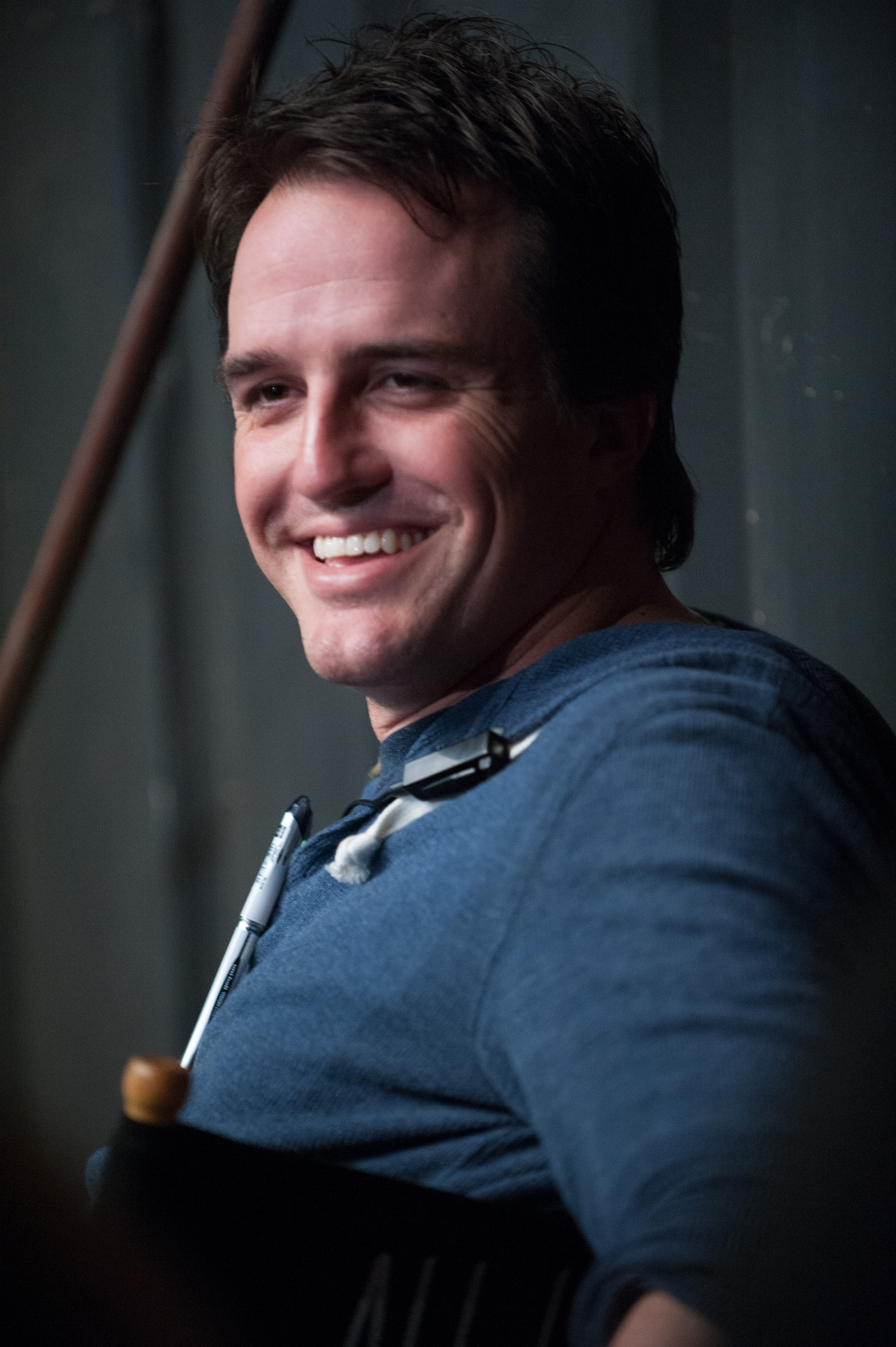
Neal Dodson op de set van All Is Lost

Neal T. Dodson (York, 17 mei 1978) is een Amerikaans filmproducent. Sinds 2011 is hij gehuwd met actrice Ashley Williams.

## Biografie
Neal Dodson werd in 1978 geboren in York (Pennsylvania). Hij behaalde een bachelor aan de acteerschool van Carnegie Mellon University, waar hij bevriend raakte met acteur Zachary Quinto.
In mei 2011 huwde hij met actrice Ashley Williams, met wie hij twee kinderen kreeg.

## Carrière
Na zijn studies ging hij aan de slag als producent van korte films en had hij enkele kleine rollen in televisieseries en theaterproducties. Samen met zijn vroegere studiegenoten Zachary Quinto en Corey Moosa richtte hij in 2008 het productiebedrijf Before the Door Pictures op, waarna het trio samen met regisseur J. C. Chandor de dramafilm Margin Call (2011) maakte. Samen met Chandor en producente Anna Gerb richtte hij nadien ook het productiebedrijf CounterNarrative Films op.
Voor Margin Call won hij in 2012 een Independent Spirit Award.

## Filmografie (selectie)
- Another Cinderella Story (2008)
- Margin Call (2011)
- All Is Lost (2013)
- Breakup at a Wedding (2013)
- A Most Violent Year (2014)
- Aardvark (2017)
- Viper Club (2018)
- Jonathan (2018)
- Triple Frontier (2019)